# 古閑三博
古閑 三博（こが さんぱく、1932年8月28日 - 2014年2月16日）は、日本の政治家。元熊本県議会議員（8期）。中央大学中退。

## 主な経歴
- 1952年 8月～1958年10月、松野頼三衆議院議員　私設秘書。
- 1958年11月～1968年 3月、松野頼三衆議院議員　秘書（衆議院）。
- 1965年 6月～1966年 8月、国務大臣防衛庁長官　秘書官（総理府）。
- 1966年 8月～1966年12月、農林大臣　秘書官（農林省）。
- 1971年 4月～2008年 4月29日、熊本県議会　議員　（8期）。
- 1988年 4月～1989年 3月、熊本県議会　第64代副議長[3]。
- 1992年 4月～1993年 3月、熊本県議会　第64代議長に就任[3]。
- 2014年 2月死去。

## 主な役職
- 1991年 4月～2007年 3月、熊本県柔道議員連盟　会長
- 1999年 4月～2007年 3月、熊本県農政議員連盟　会長
- 1999年 4月～2007年 3月、日中友好熊本県議会議員連盟　会長

- 1993年 9月～1997年 9月、自由民主党自民党熊本県連　総務会長[4]。
- 1999年 5月～2004年 3月、自由民主党自民党県議団　団長[4]。
- 2003年 6月～2007年 9月 8日、自由民主党自民党熊本県連　会長[4]。
- 2007年 9月～、自由民主党自民党熊本県連　顧問[4]。

- 1996年 4月～、菊池川流域古代文化研究会　常任理事
- 1997年 6月～、熊本県文化財保護審議会　委員
- 1999年 5月～、日本考古学協会　会員
- 2006年10月～、国営鞠智城設置促進期成会　常任理事
- 2007年 5月 1日～、熊本県立装飾古墳館　名誉館長
- 2009年 5月21日～ 熊本県文化財保護協会　会長
- 2003年 5月～、熊本県柔道協会　名誉会長
- 2008年 7月 7日～、熊本県武道振興会　理事

## 賞罰
- 1995年11月 3日、藍綬褒章受章[5]。
- 2007年11月 3日、旭日中綬章受章[6]。

## 著書
- 1994年、『夢、甦る　謎の隧道遺構トンカラリン』　三弘会
- 2003年、『続（しょく） 夢甦る　謎の隧道遺跡トンカラリン』　三弘会

## 映画制作
総指揮
- 1998年、隧道幻想「トンカラリン夢伝説」
- 1998年、鞠智城物語「防人たちの唄」
- 2002年、「おんな国衆一揆」
- 2005年、「平和への誓約」